# Presentazione al Tempio (Giovanni Bellini)
La Presentazione al Tempio è un dipinto, tempera su tavola (80x105 cm), di Giovanni Bellini, databile al 1460 circa e conservato nella Fondazione Querini Stampalia di Venezia.

## Storia

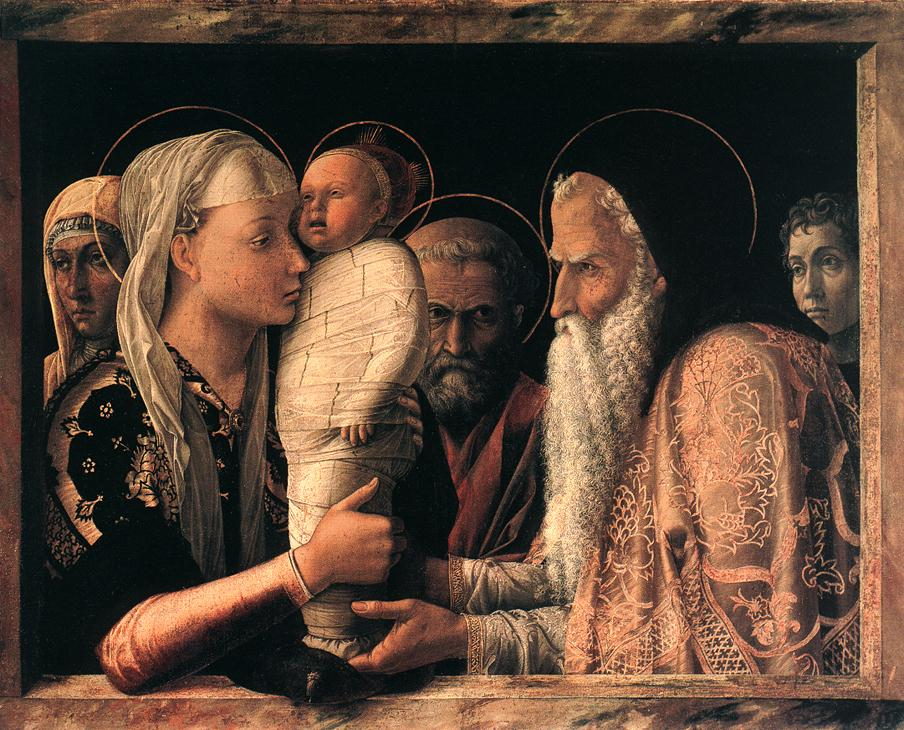
Andrea Mantegna, Presentazione al Tempio

La datazione dell'opera è incerta, ma viene comunque collocata dopo l'analoga Presentazione al Tempio di Mantegna (1455 circa), dalla quale Bellini riprese l'impostazione e gli attori in maniera molto fedele.
Non si conoscono le ragioni della realizzazioni delle due opere, forse legate ad eventi familiari, se nei personaggi fossero davvero presenti i ritratti della famiglia Bellini e di Mantegna.

## Descrizione e stile

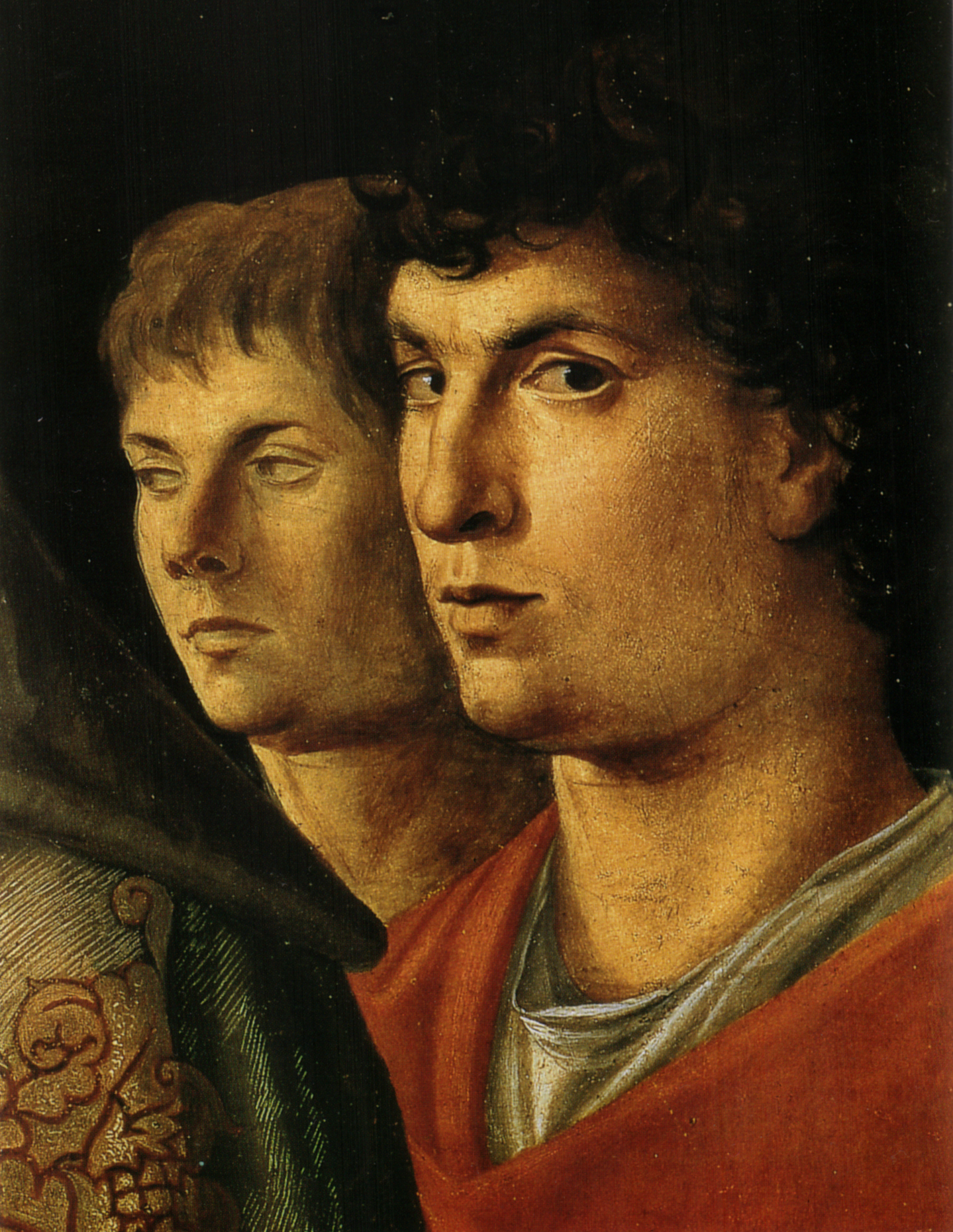
Dettaglio del presunto autoritratto di Bellini

I personaggi principali sono pressoché identici a quelli di Mantegna: la Vergine regge il Bambino in fasce con i piedini appoggiati su un cuscino, presso un vecchio sacerdote barbuto che si fa avanti per prenderlo. Frontale al centro, sia pure leggermente in secondo piano, si trova san Giuseppe, mentre ai lati Bellini ha aggiunto due figure in più, in modo tale da comporre il gruppo come una piccola folla. I personaggi sono stati variamente identificati, ma sempre nell'ambito della famiglia del pittore: il volto di Giuseppe è forse quello del padre dell'artista, Jacopo; i due uomini a destra sarebbero un autoritratto di Giovanni (che guarda lo spettatore) accanto al cognato Mantegna o al fratellastro Gentile; le donne a sinistra potrebbero essere Nicolosia Bellini, sorella di Giovanni e Gentile nonché moglie di Andrea, e la madre Anna.
Al posto della cornice marmorea Bellini lascia solo una balaustra, avvicinando così i personaggi allo spettatore. La dimensione più umana della scena è sottolineata anche dalla mancanza delle aureole e dal colore più morbido, accordato su toni bianchi e rossi alternati.